# طرابلس، لبنان
طرابلس (طرابلسِ شام، عربی: طَرَابُلُس؛ یونانی باستان: Τρίπολις) دومین شهر بزرگ لبنان و واقع شده در شمال شهر بترون است.

## تاریخچهٔ اسم
طرابلس در طول تاریخ دارای نام‌های متفاوتی بوده‌است که قدمت آنها به دورهٔ فینیقی‌ها می‌رسد. در کتیبه‌های عمارانه از آن با نام «دربلی» یاد شده و در جاهای دیگر «اهلیه» یا «وهلیه» (۱۴ ق. م) نامیده شده‌است.
در یک حکاکی به جای مانده باستانی که در آن راجع به تهاجم دولت آشوری به فرماندهی آشورناسیرپال دوم به سرزمین طرابلس توضیح داده شده‌است، این شهر «محلتا»، «میزا» یا «کیزا» نامیده شده‌است.
تحت فرمانروایی فینیقی‌ها نام «آذر» بر این شهر گذاشته شد. وقتی یونانی‌ها بر این منطقه حکمرانی می‌کردند نام «تریپولی» به معنی سه شهر (عربی آن «طرابلس») را برای آن برگزیدند.
عرب‌ها نیز نام‌های متفاوتی بر این منطقه گذاشتند که از جملهٔ این نام‌ها می‌توان به «ولایت عهدی طرابلس»، «اتحادیهٔ طرابلس» و «شاهنشاهی غربی طرابلس» اشاره کرد. علاوه بر این نام‌ها، نام‌های «طربلوس»، «ارطربلوس» یا «طرابلس الشام» نیز کاربرد داشته‌است.
صلیبیون در طول ۱۸۰ سالی که بر این قلمرو حکمرانی می‌کردند، طرابلس را به‌عنوان پایتخت «شهرستان تریپولی» برگزیدند و در این دوره این شهر «سه‌گانه» نام یافت.
امروزه طرابلس «الفیحاء» نیز نامیده می‌شود. «الفیحاء» از فعل عربی «فیح» مشتق شده که معنی آن «پخش شدن بوی خاص در فضا» می‌باشد.
طرابلس به داشتن باغ‌های پهناور پرتقال معروف است. در فصل بهار با شکوفایی این درختان، گرد شکوفه‌های پرتقال در هوا پخش می‌شود و رایحهٔ دل‌انگیزی در سطح شهر قابل استشمام است. از این رو به این شهر «الفیحاء» نیز گفته می‌شود.

## تاریخچهٔ شهر
شواهدی مبنی بر وجود استقرارهایی در طرابلس وجود دارد که قدمت آنها به سال ۱۴۰۰ ق.م. بر می‌گردد. در قرن ۹ ق.م. فینیقی‌ها بازاری در این ناحی بنا کردند و بعدها تحت فرمانروایی ایرانی‌ها، این ناحیه مرکز اتحادیهٔ شهرهای فینیقی صور، صیدا و جزیرهٔ آرادس شد. تحت فرمانروای هلنیست‌ها طرابلس به مرکز کشتی‌سازی نیروهای دریایی تبدیل شد و شاهد دوره‌ای از خود مختاری بود. طرابلس در سال ۶۴ ق.م. زیر سلطهٔ جمهوری روم درآمد. در سال ۵۵۱ میلادی، زلزله‌ای سهمگین و امواج شدید دریا این شهر را، که در قلمرو امپراطوری روم شرقی بود، به‌همراه شهرها و جزیره‌های واقع در این منطقه از ساحل مدیترانه نابود کرد.
در دوران باستان، این منطقه محل استقرار فینیقی‌ها بود. شهرهای صور، صیدا و ارواد شامل این منطقه می‌شده‌اند. از این رو، این منطقه ترابس (طرابلس (لیبی)) به یونانی به معنای سه شهر نام گرفته‌است.
بعد از فینیقی‌ها به ترتیب آشوری‌ها، هخامنشیان، امپراطوری روم، خلافت راشدین، سلجوقیان، صلیبیون، ممالیک و دولت عثمانی در این ناحیه حکمرانی کردند. در قرن ۱۹ صلیبیون در این منطقه «کشور تریپولی» را بنا نمودند.

## جغرافیا

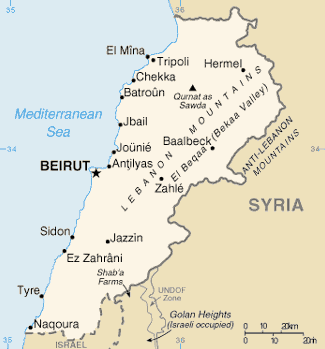
نقشهٔ لبنان

طرابلس مرکز استان شمال لبنان می‌باشد که در نزدیکی ساحل و در ۸۵ کیلومتری شمال شهر بیروت واقع شده‌است. می‌توان از این شهر به عنوان غربی‌ترین بندر لبنان یاد کرد. جمعیت این شهر در حدود ۶۰۰٬۰۰۰ نفر، معادل ۱۵٪ جمعیت کل لبنان، می‌باشد. دومین بندر بزرگ لبنان در این منطقه واقع شده‌است. این شهر هم‌مرز شهر المیناء است که بندر خروجی طرابلس محسوب می‌شود. از نظر جغرافیایی این دو شهر به هم وصل شده طرابلس بزرگ را به وجود می‌آورند.

## شهرهای خواهر خوانده
- دمشق - سوریه
- لارناکا - قبرس
- ناپل - ایتالیا
- فارو - پرتغال

## ساختار اجتماعی
با ۲۰۰ هزار نفر جمعیت، طرابلس دومین شهر بزرگ لبنان است. در این شهر عمدتاً سُنی‌نشین اقلیت کوچکی از شیعیان علوی و اقلیت‌های نسبتاً بزرگ مسیحی نیز زندگی می‌کنند.
- سنی ۸۴٪
- ارتدوکس ۶٪
- علوی ۵٪
- مارونی ۲٪
- شیعه ۱٪
- کاتولیک ۱٪
- سایر اقلیات مسیحی ۱٪